# Rina Celi
Honoria Alcano Alconchel, coneguda com a Rina Celi (Barcelona, 4 de febrer de 1920 – Asunción, Paraguai, 5 de novembre de 1996) va ser una de les cantants més populars de la Barcelona jazzística dels anys 40, en ple franquisme. Es va erigir en una referent del hot jazz i també del bebop i el swing i, al capdavall, va ser una renovadora de la música lleugera a Espanya. També va fer carrera cinematògrafica com a actriu.

### Cantant de jazz
Va debutar el novembre de 1940 al teatre Tívoli de Barcelona, i al febrer de 1941 participava, a l’anomenat Palacio del Jazz (el  Teatre Circ Olympia), en un acte organitzat per l’obra sindical d'Educación y Descanso: un gran festival de jazz hot. Al novembre de 1941 es presentava com a cantant de jazz al Circo Price de Madrid, on actuaria unes quantes vegades.
En aquells primers anys quaranta va ser vocalista de les millors orquestres de l’època, com les de Ramon Evaristo, Sebastià Albalat o Josep Casas Augé, l'Orquestra Demon, l'Orquestra Casablanca, l'Orquestra Gran Casino o l'Orquestra Plantació, fins que al 1944 va formar la seva pròpia orquestra, dirigida per Casas Augé, i sembla que va ser la primera cantant a fer servir micròfon en les actuacions en directe. A finals de la dècada va evolucionar cap al gènere de revista i va estrenar amb companyia pròpia l'espectacle ¡Escándalos!, anunciat com a «genuïna revista jazzística», amb una orquestra amb quatre trombons i quartet vocal. 

### Actriu de cinema
En la seva carrera cinematogràfica va participar en llargmetratges com Las tinieblas quedaron atrás (Miquel Iglesias, 1947), La casa de las sonrisas (Alejandro Ulloa, 1948), Sabela de Cambados (Ramon Torrado, 1948) o Alas de juventud (Antonio del Amo, 1949). També va intervenir en programes radiofònics i treballà com a actriu de doblatge, en concret en les versions espanyoles de pel·lícules com Little Women (Donetes, 1949), o Mary Poppins (1964).
Va marxar al Paraguai l’any 1953 i no en va tornar fins al 1962. Va participar aleshores, al febrer de 1965, al programa «L'hora de Mary Santpere» de Ràdio Barcelona.

## Llegat i memòria
Havent estat força oblidada, diversos cantants han redescobert la seva música en els primeres dècades del segle XXI. Així, la companyia de música i teatre La Copla de Wisconsin ha estudiat i recuperat la seva figura, en especial amb l’espectacle «El mal del jazz: quan Barcelona era Hot».
També Pía Tedesco homenatjà Rina Celi en l’espectacle «La Reina del Swing», representat a Madrid l’any 2016.